# أليكس مدريد
أليكس مدريد (بالإنجليزية: Alex Madrid)‏ هو لاعب كرة قاعدة أمريكي، ولد في 18 أبريل 1963م في سبرينغفيل في الولايات المتحدة.